# Josef Hanuš (chemik)
Josef Hanuš (13. ledna 1872, Jilemnice – 24. prosince 1955, Praha) byl český chemik, profesor ČVUT (v letech 1927–1928 jeho rektor), člen ČSAV.

## Život a činnost

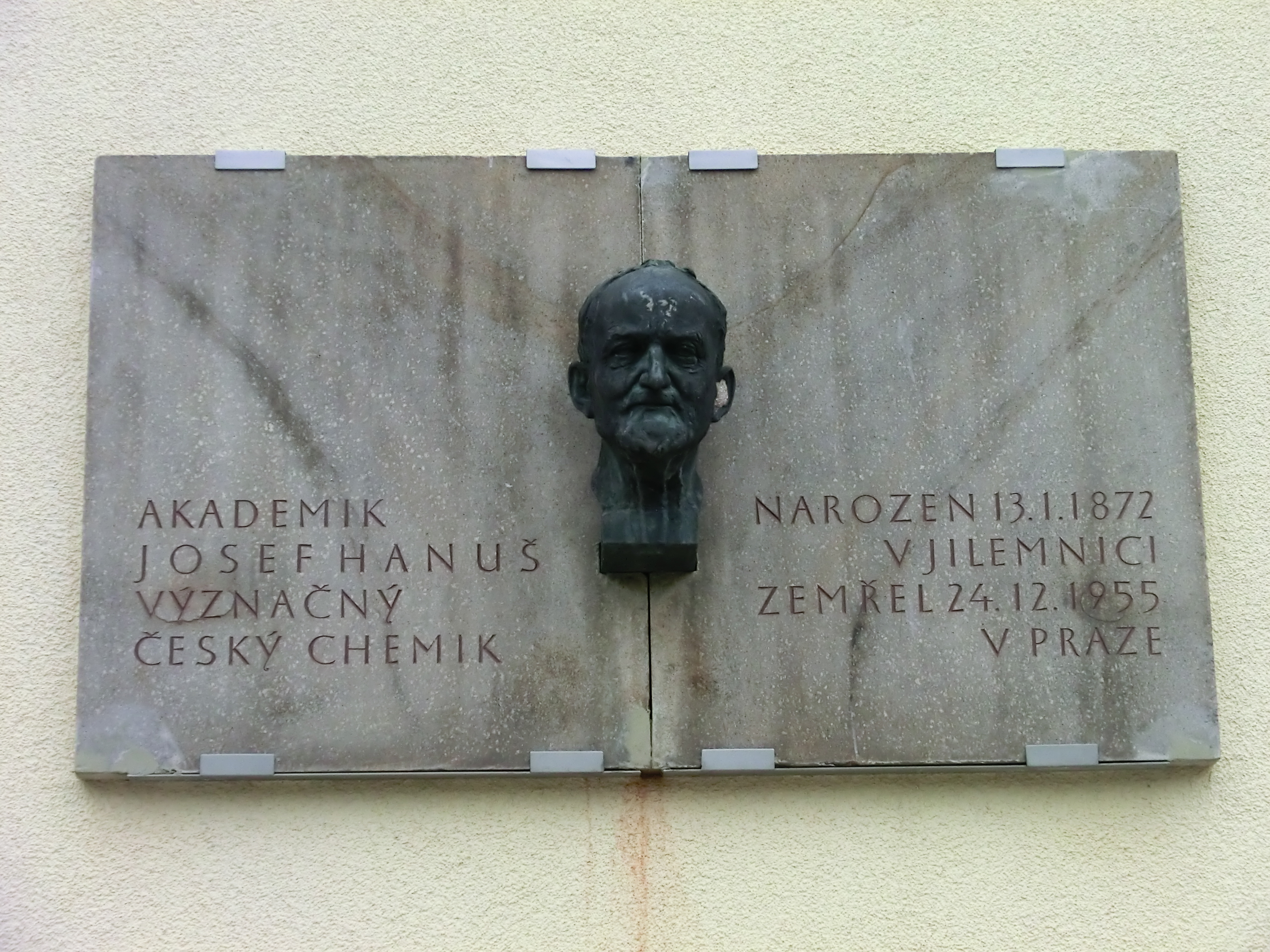
Pamětní tabule Josefa Hanuše na školní budově v rodné Jilemnici.

Pracoval v oboru analytické chemie, věnoval se především studiu organických činidel a jejich využití v potravinářské a anorganické chemii.
Pamětní deska s bustou Josefa Hanuše je umístěna v Jilemnici v Harrachově ulici na nároží domu č. p. 103 (škola). Vytvořili ji na přelomu 70. a 80. let 20. století sochaři Antonín Kulda a Ladislav Kozák.
Roku 1966 byla zřízena Hanušova medaile jako nejvyšší vědecké vyznamenání České společnosti chemické za zásluhy o rozvoj chemie jako oboru v kterékoliv její oblasti. Profesor Hanuš byl dlouholetým jednatelem Společnosti od sloučení r. 1907 a redaktorem Chemických listů. Hanušovu medaili získali dosud dva Hanušovi jmenovci: v roce 2001 RNDr. Vladimír Hanuš, CSc., a v roce 2005 doc. RNDr. Lumír Ondřej Hanuš, DrSc.